# Shinar
Shinar (in ebraico שִׁנְעָר shin'ar) è un luogo della Mesopotamia, che viene nominato per otto volte nella Bibbia ebraica.
- Nel Libro della Genesi 10,10[1], si dice che nel regno di Nimrod ci sono "Babele, e Uruk, e Akkad, e Calneh, nella terra di Shinar."
- Il capitolo successivo, 11,2[2], precisa che Shinar era una piana dove gli uomini, che ancora parlano un solo linguaggio, avrebbero costruito la Torre di Babele.
- Nella Genesi 14,1[3] e 14,9[4] Shinar è anche la terra governata da Amraphel, che è stato identificato da alcuni studiosi con Hammurabi, che regnava in Babilonia.
- Shinar è anche menzionata nel Libro di Giosuè 7,21[5]; nel Libro di Isaia 11,11[6]; nel Libro di Daniele 1,2[7] e nel Libro di Zaccaria 5,11[8], come sinonimo di Babilonia.

Se Shinar includeva sia Babilonia (Babel) che Erech, allora Shinar doveva denotare sia il nord che il sud di Babilonia. La relazione con Sumer o Shumer, un nome accadico usato per indicare un popolo non semitico che chiamava la propria terra Kiengir, non è facile da spiegare ed è stato soggetto di varie speculazioni. Sembra certo che il termine egizio per indicare Babilonia o, in genere, la Mesopotamia fosse Sangar, un nome che appare spesso nelle Lettere di Amarna.
Secondo H. Welsh, Shinar indica la terra del dio mesopotamico della Luna, Sin, il cui tempio più antico è stato rinvenuto a Ur. Sin aveva una rete di templi che si estendeva sino a Babilonia, e uno dei più famosi si trovava a Gerico, in un luogo che anticamente era chiamato "posto del dio della Luna".